# Veronika Křesťanová
Veronika Křesťanová (* 7. Juni 1969 in Prag) ist eine tschechische Juristin. Seit 2023 ist sie Richterin am Verfassungsgericht der Tschechischen Republik, seit 2024 ist sie eine seiner Vizepräsidentinnen.

## Leben und Wirken
Křesťanová studierte Rechtswissenschaften an der Karls-Universität, wo sie 1992 nach einem einjährigen Studienaufenthalt an der Universität Passau in Deutschland ihren Abschluss machte. 1998 wurde sie dort zur Dr. iur. promoviert. Bereits seit 1992 arbeitete sie als Wirtschaftsjuristin in einem Wirtschaftsunternehmen, 1996 wechselte sie als Rechtsanwältin in die tschechische Anwaltschaft. Hier war sie von 2002 bis 2010 Mitglied der Schiedskommission des Rates für Werbung. Von 2006 bis 2010 war sie Schiedsrichterin am Schiedsgericht der Wirtschaftskammer sowie der Landwirtschaftskammer der Tschechischen Republik. 2010 trat sie in den tschechischen Justizdienst ein und wurde zunächst dem Stadtgericht Prag zugewiesen. Zunächst war sie hier erstinstanzlich als Einzelrichterin mit urheberrechtlichen Verfahren und solchen aus dem Bereich des Persönlichkeitsschutzes befasst. Ab 2014 war sie Mitglied eines Berufungssenats für Verfahren des Persönlichkeitsschutzes und allgemeine Zivilsachen, ab 2017 war sie die Vorsitzende dieses Senats. Im selben Jahr wurde sie zur Vizepräsidentin des Stadtgerichts Prag ernannt. 2015 wurde sie mit der Auszeichnung „Jurist des Jahres 2014“ in der Kategorie Recht des geistigen Eigentums ausgezeichnet.
Am 8. August 2023 wurde sie von Präsident Petr Pavel zur Richterin des tschechischen Verfassungsgerichts ernannt. Am 25. Juni 2024 wurde sie vom Präsidenten zur Vizepräsidentin des Verfassungsgerichts ernannt.
Neben ihrer forensischen Tätigkeit betätigte Křesťanová sich seit 1992 auch in der Ausbildung und lehrte als Dozentin für Urheberrecht, Medienrecht und materielles Zivilrecht an der Karls-Universität und der tschechischen Justizakademie. Sie ist außerdem Mitautorin von Kommentaren zum Urheberrechtsgesetz und Verfasserin zahlreicher weiterer Fachpublikationen insbesondere zum Urheber- und Medienrecht.